# Teendorf
Teendorf ist ein Ortsteil der Gemeinde Hanstedt in der Samtgemeinde Bevensen-Ebstorf im niedersächsischen Landkreis Uelzen. Teendorf gehört zur Kirchengemeinde St. Georg in Hanstedt.

## Geografie und Verkehrsanbindung
Teendorf liegt südöstlich des Kernortes Hanstedt I. Nördlich und östlich fließt die Schwienau.  Das 81 ha große Naturschutzgebiet (NSG) Arendorfer Moor liegt westlich und das 240 ha große NSG Maschbruch südwestlich.

## Sehenswürdigkeiten
In der Liste der Baudenkmale in Hanstedt (Landkreis Uelzen) sind für Teendorf ein Gruppendenkmal und ein Einzeldenkmal aufgeführt:
- Hofanlage (Teendorf Nr. 1)
- Außenschafstall (Teendorf Nr. 1)